# Ramat Hakovesh
Ramat HaKovesh (lett. Alture del Conquistatore) è un kibbutz che si trova nel distretto Centrale d'Israele. Il kibbutz si trova circa 7 km a nord di Kfar Saba e appartiene alla giurisdizione del Consiglio Regionale Drom HaSharon. La popolazione è di 614 persone.
Il kibbutz è stato fondato da appartenenti ai gruppi giovanili sionisti Hashomer Hatzair e HeHalutz immigrati nella Palestina Mandataria nel 1926. Il nucleo iniziale del kibbutz era inizialmente insediato vicino alla città di Petah Tiqwa.
Il kibbutz possiede e gestisce la Duram Rubber Products Company, un'industria manifatturiera attiva nel settore della gomma.